# Pedro Abaunza
Pedro Abaunza (* 1599 in Sevilla; † 1649) war ein spanischer Gelehrter.

## Leben
Abaunza, der ein Studium der Rechtswissenschaften absolvierte, verfasste einen Kommentar über Dekretalen, der den Titel Ad titulum XV, de sagittariis libro V, decretalium praelectio trägt und im zweiten Band des Novus thesaurus iuris civilis et canonici (7 Bände, Den Haag, 1751–1754) von Gérard Meerman veröffentlicht wurde. Außerdem schrieb Abaunza auf Spanisch einen noch nicht veröffentlichten Kommentar zu Epigrammen von Martial. Dieses Werk richtete sich gegen die Kritik, die der französische Schriftsteller Théodore de Mareilly unter dem Pseudonym Musambert am Martial-Kommentar von Abaunzas Landsmann Laurenz Ramirez de Prado geübt hatte.